# フェリックス・タンガワリマ
フェリックス・タンガワリマ(Felix Tangawarima、1958年3月23日 - )は、ジンバブエのハラレ出身のサッカー審判員。1988年にFIFAより国際審判員として認定され、2003年にサッカー審判員の定年となっている45歳までの間アフリカ国内を中心に多くの試合でレフェリーを務めた。
2000年に開催されたアフリカネイションズカップでは準々決勝でセネガル対ナイジェリアの試合でレフェリーを勤めた。激しいファールの応酬となったこの試合でオーガスティン・オコチャにレッドカードをだしている。同年にはシドニーオリンピックのサッカー競技の審判員としても選ばれており、ハインドマーシュ・スタジアムで開催された準決勝の日本対アメリカの試合でもレフェリーを務めた。